# Roy Radner
Roy Radner (* 29. Juni 1927 in Chicago, Illinois; † 6. Oktober 2022 in Newtown, Pennsylvania) war ein US-amerikanischer Wirtschaftsmathematiker und Hochschullehrer. Er ist Namensgeber des von ihm formulierten Radner-Gleichgewichts.

## Werdegang, Forschung und Lehre
Radner studierte an der University of Chicago. Ehe er zwischen 1945 und 1948 in der United States Army diente, hatte er dort mit einem Bachelor of Philosophy seinen ersten akademischen Grad erworben. 1950 schloss er an der Hochschule als Bachelor of Science und im folgenden Jahr als Master of Science in Mathematik ab. Parallel zu seinem Ph.D.-Studium war er anschließend als Research Assistant bzw. Research Associate tätig, ab 1954 war er an der Universität als Assistant Professor angestellt. 1955 wechselte er in gleicher Position an die Yale University, unterdessen graduierte er 1956 als Ph.D. in Mathematik an der University of Chicago.
1957 ging Radner als Associate Professor an die University of California, Berkeley. Dort wurde er 1961 zum ordentlichen Professor berufen und übernahm fünf Jahre später die Leitung der Fakultät. 1977 folgte er einem Ruf der Harvard University, wo er zeitweise an der Kennedy School of Government lehrte. 1979 wechselte er an die Bell Laboratories, für die er bis 1995 tätig war. Ab 1983 war er parallel als Wirtschaftsprofessor an der New York University beschäftigt. 1995 wechselte er an der Hochschule zur Stern School of Business.
Radner entwickelte eine Erweiterung des Arrow-Debreu-Gleichgewichtsmodells, das sich zur Grundlage für die Untersuchung unvollständiger Märkte in der Wirtschaftswissenschaft entwickelte.
Radner war ab 1962 Fellow der Econometric Society, deren Präsident er 1972/73 war. Weitere Mitgliedschaften und Auszeichnungen schließen die American Academy of Arts and Sciences (1970), die National Academy of Sciences (1975), die American Association for the Advancement of Science und die American Economic Association ein.